# Liste des titres musicaux numéro un aux États-Unis en 1962
Voici la  liste les titres musicaux ayant eu le plus de succès au cours de l'année 1962 aux États-Unis d'après le magazine Billboard.

## Historique
| Date          | Artiste(s)                                | Titre                                | Référence |
| ------------- | ----------------------------------------- | ------------------------------------ | --------- |
| 6 janvier     | The Tokens                                | The Lion Sleeps Tonight              |           |
| 13 janvier    | Chubby Checker                            | The Twist                            |           |
| 20 janvier    | Chubby Checker                            | The Twist                            |           |
| 27 janvier    | Joey Dee and the Starliters               | Peppermint Twist                     |           |
| 3 février     | Joey Dee and the Starliters               | Peppermint Twist                     |           |
| 10 février    | Joey Dee and the Starliters               | Peppermint Twist                     |           |
| 17 février    | Gene Chandler                             | Duke of Earl                         |           |
| 24 février    | Gene Chandler                             | Duke of Earl                         |           |
| 3 mars        | Gene Chandler                             | Duke of Earl                         |           |
| 10 mars       | Bruce Channel                             | Hey! Baby                            |           |
| 17 mars       | Bruce Channel                             | Hey! Baby                            |           |
| 24 mars       | Bruce Channel                             | Hey! Baby                            |           |
| 31 mars       | Connie Francis                            | Don't Break the Heart That Loves You |           |
| 7 avril       | Shelley Fabares                           | Johnny Angel                         |           |
| 14 avril      | Shelley Fabares                           | Johnny Angel                         |           |
| 21 avril      | Elvis Presley                             | Good Luck Charm                      |           |
| 28 avril      | Elvis Presley                             | Good Luck Charm                      |           |
| 5 mai         | The Shirelles                             | Soldier Boy                          |           |
| 12 mai        | The Shirelles                             | Soldier Boy                          |           |
| 19 mai        | The Shirelles                             | Soldier Boy                          |           |
| 26 mai        | Mr. Acker Bilk                            | Stranger on the Shore                |           |
| 2 juin        | Ray Charles                               | I Can't Stop Loving You              |           |
| 9 juin        | Ray Charles                               | I Can't Stop Loving You              |           |
| 16 juin       | Ray Charles                               | I Can't Stop Loving You              |           |
| 23 juin       | Ray Charles                               | I Can't Stop Loving You              |           |
| 30 juin       | Ray Charles                               | I Can't Stop Loving You              |           |
| 7 juillet     | David Rose                                | The Stripper                         |           |
| 14 juillet    | Bobby Vinton                              | Roses Are Red (My Love)              |           |
| 21 juillet    | Bobby Vinton                              | Roses Are Red (My Love)              |           |
| 28 juillet    | Bobby Vinton                              | Roses Are Red (My Love)              |           |
| 4 août        | Bobby Vinton                              | Roses Are Red (My Love)              |           |
| 11 août       | Neil Sedaka                               | Breaking Up Is Hard to Do            |           |
| 18 août       | Neil Sedaka                               | Breaking Up Is Hard to Do            |           |
| 25 août       | Little Eva                                | The Loco-Motion                      |           |
| 1er septembre | Tommy Roe                                 | Sheila                               |           |
| 8 septembre   | Tommy Roe                                 | Sheila                               |           |
| 15 septembre  | The Four Seasons                          | Sherry                               |           |
| 22 septembre  | The Four Seasons                          | Sherry                               |           |
| 29 septembre  | The Four Seasons                          | Sherry                               |           |
| 6 octobre     | The Four Seasons                          | Sherry                               |           |
| 13 octobre    | The Four Seasons                          | Sherry                               |           |
| 20 octobre    | Bobby 'Boris' Pickett & the Crypt-Kickers | Monster Mash                         |           |
| 27 octobre    | Bobby 'Boris' Pickett & the Crypt-Kickers | Monster Mash                         |           |
| 3 novembre    | The Crystals                              | He's a Rebel                         |           |
| 10 novembre   | The Crystals                              | He's a Rebel                         |           |
| 17 novembre   | The Four Seasons                          | Big Girls Don't Cry                  |           |
| 24 novembre   | The Four Seasons                          | Big Girls Don't Cry                  |           |
| 1er décembre  | The Four Seasons                          | Big Girls Don't Cry                  |           |
| 8 décembre    | The Four Seasons                          | Big Girls Don't Cry                  |           |
| 15 décembre   | The Four Seasons                          | Big Girls Don't Cry                  |           |
| 22 décembre   | The Tornados                              | Telstar                              |           |
| 29 décembre   | The Tornados                              | Telstar                              |           |